# نيكولاج أرسيل
نيكولاج أرسيل (بالدنماركية: Nikolaj Arcel)‏ (و. 1972  م) هو مخرج أفلام، وكاتب سيناريو دنماركي، ولد في كوبنهاغن.

## اعماله

### افلام
- الأرض الموعودة (2023)

## وصلات خارجية
- نيكولاج أرسيل على موقع IMDb (الإنجليزية)
- نيكولاج أرسيل على موقع قاعدة بيانات الأفلام العربية
- نيكولاج أرسيل على موقع ألو سيني (الفرنسية)
- نيكولاج أرسيل على موقع أول موفي (الإنجليزية)
- نيكولاج أرسيل على موقع قاعدة بيانات الأفلام السويدية (السويدية)
- نيكولاج أرسيل على موقع قاعدة بيانات الفيلم (الإنجليزية)
- نيكولاج أرسيل على موقع كينوبويسك (الروسية)